# Çagllavica
Çagllavica (albanska: Çagllavicë med böjningsformen Çagllavica; serbiska: Чаглавица, Ćaglavica) är en by i Kosovo, belägen en halvmil söder om Pristina.
Byn bevakades under drygt tio år av svenska KFOR-soldater, som också under en period hade en mindre förläggning i byn benämnd OP 6. 
I mars 2004 utbröt brutala kravaller mellan albaner och serber. 12 000 albanska aktivister, några av dem beväpnade med automatvapen, försökte då storma de serbiska byarna söder om Pristina. Flera norska och svenska KFOR-soldater sårades vid tillfället.
Demografin har under årens lopp förändrats, från att ha varit en serbisk enklav till en hög inflyttning av albaner.